# کوزاره (لسکوواتس)
کوزاره (به صربی: Kozare) یک منطقهٔ مسکونی در صربستان است که در لسکواس واقع شده‌است. کوزاره ۳۰۱ نفر جمعیت دارد.